# Không kích

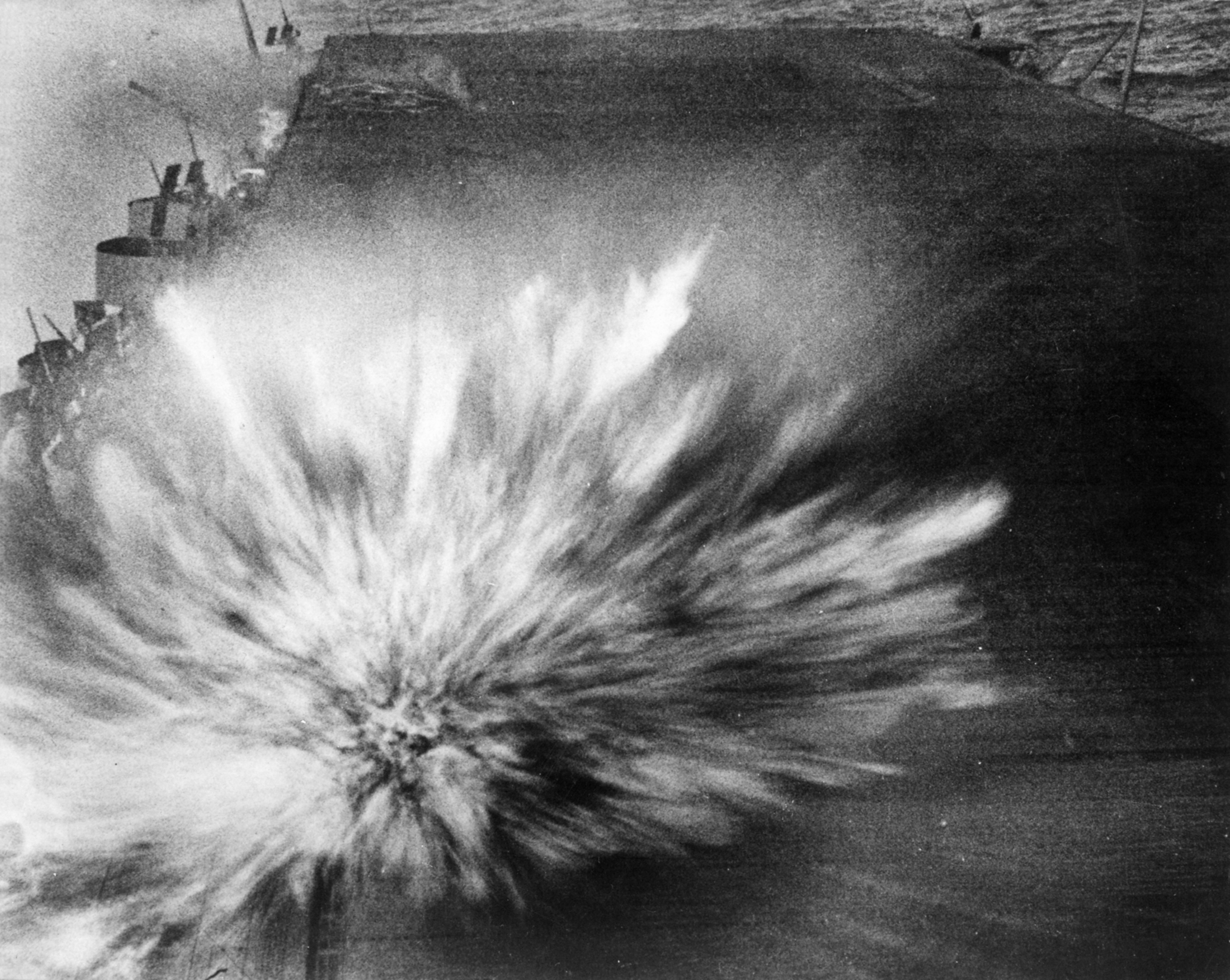
Hàng không mẫu hạm USS Enterprise bị tấn công tại quần đảo Solomon, tháng 8 năm 1942.

Không kích là cuộc tấn công quân sự bằng các lực lượng không quân vào địa điểm mặt đất hoặc trên biển của đối phương. Tùy vào chiến thuật mà sau đó sẽ có tiếp các cuộc tấn công bằng pháo binh, xe tăng hoặc bộ binh, v.v... Các cuộc không kích thường được tiến hành bằng máy bay như máy bay ném bom, máy bay tấn công mặt đất hoặc máy bay chiến đấu. Nhiều loại vũ khí được sử dụng, từ đạn súng máy, tên lửa đến bom thường và bom hạt nhân.

## Không kích phối hợp
Đánh gọng kìm - không kích, là cuộc tấn công phối hợp của nhiều đơn vị quân sự. Lực lượng lục quân với hai đơn vị tấn công hai bên cánh quân đối phương dồn ép họ vào một không gian hẹp hơn và cố giữ không cho họ có thể thoát ra. Tiếp theo, lực lượng không quân của quân đội đã khóa gọng kìm đó xuất kích tấn công vào vị trí quân đối phương bị vây lỏng, hủy diệt họ bằng các đợt không kích. Chiến thuật này phải có sự phối hợp tác chiến tốt giữa không quân và lục quân của quân tấn công, tránh bom từ hoạt động không kích có thể ném nhầm vào quân đang vây gọng kìm.